# 飯沼長高
飯沼 長高（いいぬま ながたか、? - 元文2年（1737年）12月25日）は、江戸時代中期ごろの武士。通称は丹左衛門。阿波飯沼家3代当主。

## 経歴
長高は、阿波徳島藩家臣大口清行の次男に生まれる。母は山田権左衛門の妹。幼名を大口次郎三郎といい、元服して大口丹左衛門長高と名乗った。兄の大口清信とともに徳島藩に仕えた。後に飯沼長賀の養子となって飯沼丹左衛門長高と改名し、長賀の娘を正室に迎えた。
享保7年（1722年）12月23日、隠居して自楽と号した養父・長賀の家を継ぎ、阿波飯沼家3代当主となる。参勤交代で江戸に上る際には、父の名代として飯沼家を動員した。享保12年（1727年）5月23日、自楽が病死すると、長高は名実ともに飯沼家の当主となり、その後10年間当主としての役割を果たして、元文2年（1737年）12月25日、病死した。

## 氏族
長高の生家である大口氏は、藤原秀郷の末裔とされ、伊勢国大口郷（現在の三重県松阪市大口町付近）に本拠を置く土豪であった。つまり本姓は藤原氏であるため、正式な姓名は藤原長高である。
飯沼氏は源氏を称する氏族で、家紋は笹竜胆を使用し、長高の養父・長賀の5代先祖にあたる飯沼長就が築城した美濃国池尻城3千貫の城主の家系である。一族の中では長賀の祖父である織田秀信家臣の飯沼長資が名高い。

## 系譜
- 祖父：大口伊兵衛清秀
- 父：大口伊兵衛清行
- 母：山田権左衛門某妹
- 養父：飯沼幾右衛門長賀
- 妻：養父幾右衛門長賀娘
  - 長男：飯沼夫左衛門長澄
  - 次男：飯沼龜次郎某
  - 三男：飯沼藤藏長清（飯沼夫左衛門長澄養子）
  - 四男：佐野藤右衛門利安（佐野市之丞利重養子）
  - 五男：生田梶之進直恭（生田辫左衛門某養子）